# Educação musical

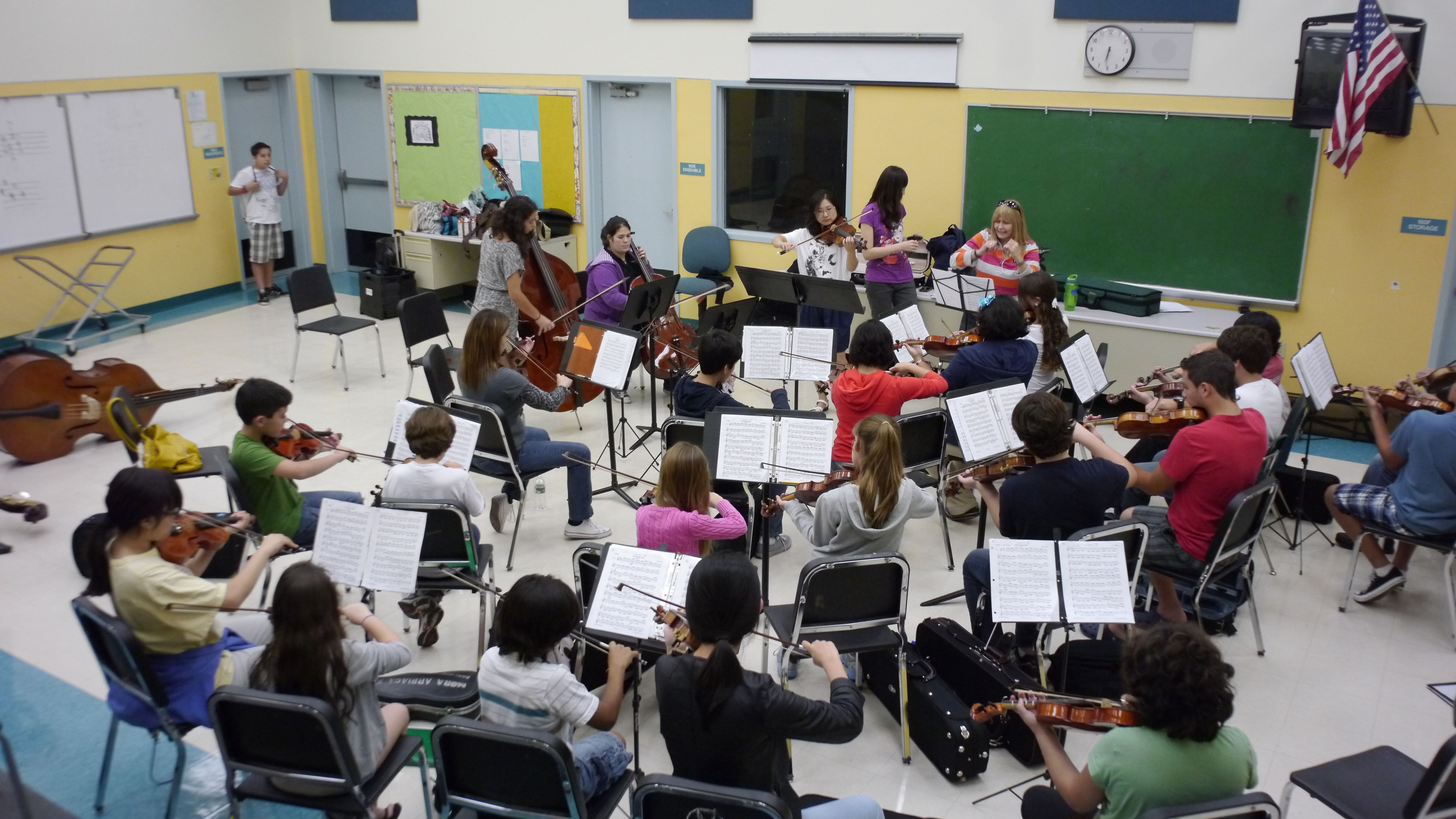
Aula de música nos Estados Unidos

Educação musical é o campo de estudos que se refere ao ensino e aprendizado da música. A educação musical, assim como a educação geral e plena do indivíduo, acontece assistematicamente na sociedade por meio principalmente da indústria cultural e do folclore, e sistematicamente na escola ou em outras instituições de ensino. Com o ensino de música é possível trabalhar na formação de um indivíduo e outros conteúdos tais como matemática e etc., conforme Binow (2010) elucida que o ensino de música influencia em diversas partes do cérebro. A música desenvolve a cognição e auxilia no desempenho das pessoas que se envolvem  com essas habilidades
 A música tem um papel importantíssimo no processo de formação de um indivíduo. É muito valioso que crianças tenham contato com esta arte desde pequenas, e que ela seja inserida no currículo escolar.Muitos professores usam a música para ensinar conteúdos de geografia, história e até matemática aos seus alunos. No processo de alfabetização, isso acontece ensinando as letras, brincando com as palavras em forma de música, o que é também uma forma de chamar a atenção daqueles alunos inquietos na sala de aula.Mas a música na educação tem muito mais importância do que isso, cientificamente comprovado, ela estimula diversas áreas do cérebro, e facilita o aprendizado. A iniciação musical é de extrema importância, e ela deve acontecer o mais cedo possível. (Binow, 2010) A educação musical infantil contribui para o processo da formação do cidadão, abrindo novos horizontes, democratizando, inserindo e dando acesso, e criando novas expectativas através da arte musical. 
O ensino de música  na educação infantil deve ter como objetivo principal o desenvolvimento da criança. A música deve ser aliada a elementos referentes ao curricular da educação infantil. Atualmente, os cursos de pedagogia pouco abordam o tema em sua grade curricular. A música deveria ser mais abordada na formação dos professores para que a música possa ser ressignificada em sua prática na educação infantil.
Nem sempre a educação musical busca a formação do músico profissional. No âmbito da escola regular, por exemplo, busca dar, ao indivíduo, condições para que compreenda a música no plano da expressão e no plano do significado. Musicalizar é dar, ao indivíduo, as ferramentas básicas para a compreensão e utilização da linguagem musical.
Na Idade Média, a educação musical era obrigatória e fazia parte do Quadrivium que, junto com o Trivium, compunha a metodologia de ensino das sete Artes liberais. Diversas experiências em educação musical aconteceram em diferentes partes do mundo, principalmente no século XX. A preocupação com a educação musical, juntamente com o nacionalismo do início do século XX, marcou uma forte tendência mundial. Diversos educadores propuseram métodos e estratégias para a educação musical. Entre eles, destacam-se:
- Dalcroze, na Suíça;
- Zoltán Kodály, na Hungria;
- Carl Orff, na Alemanha;
- Willems, na Bélgica;
- Heitor Villa-Lobos, no Brasil;
- Suzuki, no Japão.

No âmbito internacional, os educadores musicais amparam-se nas resoluções e discussões da ISME - International Society for Musical Education. No Brasil, a ABEM - Associação Brasileira de Educação Musical cumpre a função de ser um foro aglutinador de experiências e debates. Em Portugal, a APEM - Associação Portuguesa de Educação Musical realiza este papel.

## Educação Musical no Brasil
A trajetória da educação musical, no Brasil, acompanha o desenrolar da educação brasileira. Há registros de uso da música na educação desde a chegada das primeiras missões jesuíticas ao país. Neste período, a música, bem como as demais artes, era empregada na catequese. Este quadro permanece praticamente inalterado, à exceção da ampliação dos colégios jesuítas, durante os séculos XVI, XVII e primeira metade do século XVIII..
O ensino de música no Brasil passa a ser obrigatório no século XXI, a partir da lei 11.769/2008, com redação atualizada pela lei 13.278/2016, que determinam a obrigatoriedade do ensino de música, no âmbito do ensino de artes, na educação básica.
Ao analisarmos o ensino de música a partir do século XVIII, o ensino de música surge na segunda metade do século XVIII, mudanças na legislação educacional são impetradas pelo Marquês de Pombal. São as chamadas "Reformas Pombalinas", as quais buscavam adequar o Estado português ao pensamento iluminista. As Reformas Pombalinas desestruturaram o ensino religioso sem, contudo, implementar um sistema educacional laico, público e gratuito.
Por esta época, músicos organizavam-se nas chamadas irmandades. Foram as irmandades que contribuíram para a difusão da música durante a segunda metade do século XVIII, já que os padres-músicos eram poucos.
Durante o Vice-Reinado e o Brasil Império, vamos ter uma política educacional orientada para a formação de nível superior, buscando suprir uma demanda do próprio Estado no que concernia a carreiras liberais e militares. Registros de educação musical neste período podem ser encontrados nas escolas normais, onde a música sempre foi considerada parte importante na formação de novos docentes.
Considerado o maior movimento de educação musical de massas já ocorrido no Brasil, o canto orfeônico ligava-se ao ideário escolanovista e tem sua imagem profundamente ligada ao governo de Getúlio Vargas. Foi durante o Estado Novo que o canto orfeônico se constituiu enquanto movimento, tendo, à frente, o maestro Heitor Villa-Lobos.
O canto orfeônico esteve presente nas escolas brasileiras até o final da década de 1960, momento em que desaparece paulatinamente da educação. Isto aconteceu, entre outros motivos, depois da promulgação da Lei 5 692/1971, a qual tornou obrigatório o ensino de artes, instituindo a chamada polivalência na disciplina educação artística.
A polivalência no ensino de artes refere-se a ideia de que um mesmo profissional poderia dar conta de ensinar artes visuais, teatro, música e dança. Alie-se, a isto, a formação superior precária deste profissional nos chamados cursos de "licenciatura curta", muito comuns na década de 1970, e o quadro estará completo. Como resultado desta política e do caráter tecnicista da educação no período da ditadura militar, vamos perceber a predominância do ensino das artes visuais e o desaparecimento gradual das artes coletivas, como o teatro, a dança e a música, do currículo.
Porém, é importante ressaltar que, na esteira da Lei 5 692/1971, diversos cursos superiores foram criados para a formação de professores de artes. Com o passar dos anos, as universidades brasileiras foram aperfeiçoando estes cursos. A partir da década de 1980, os profissionais da área de artes começaram a questionar a polivalência e um outro quadro foi se configurando. A ideia de especialização em uma determinada área artística foi ganhando terreno.
A partir da Lei 9 394/1996, foi possível perceber um gradual retorno das artes coletivas ao currículo das escolas brasileiras. Uma interpretação possível desta Lei apontava justamente para a presença diferenciada das diversas manifestações artísticas. Os parâmetros curriculares nacionais - PCN -, publicados nesta época e ainda em vigor, citam quatro modalidades no ensino de artes: artes visuais, música, teatro e dança. Estas modalidades deveriam estar presentes no currículo. Alguns sistemas escolares perceberam um aceno legal para a especialização destas áreas e algumas universidades começaram a oferecer cursos de licenciatura específicos. Na área de música, vemos surgir os cursos de Licenciatura Plena em Música, suplantando os antigos cursos de licenciatura plena em educação artística.
A Lei 11 769, publicada no Diário Oficial da União de 19 de agosto de 2008, altera a atual Lei de Diretrizes e Bases da Educação Nacional, instituindo a obrigatoriedade do ensino de música nas escolas brasileiras. Com esta lei, música passa a ser um conteúdo obrigatório (mas não exclusivo) dentro do componente curricular arte.

## As competências que envolvem a Educação Musical
De acordo Perrenoud (2000), a “noção de competência” é “uma capacidade de mobilizar diversos recursos cognitivos para enfrentar [...] situações” (grifo do autor). Para o autor, o “exercício da competência passa por operações mentais complexas [...] que permitem determinar [...] e realizar uma ação relativamente adaptada à situação”.
Sendo a música conhecida como um universo de expressão cultural, idearia, etc, facilitadora da comunicação com o meio em que se vive e até consigo mesmo, a musicalização com suas expressões, com as habilidades de seus criadores, dentro de suas possibilidades, levando em conta seus procedimentos, considerando todo seu desenvolvimento, é capaz de desenvolver conhecimentos únicos por meio de resultados extraordinários, abrindo espaços para outras aprendizagens, demonstrando sua real necessidade em todos os sentidos com especial destaque ao contexto escolar.
Segundo Macedo, Petty e Passos (2005): [...] o desenvolvimento e aprendizagem expressam, assim, as duas fontes do conhecimento: uma endógena, que é interior a uma pessoa, grupo ou sistema; e outra exógena, que se produz no exterior. No primeiro caso, como o desafio é desdobrar-se para fora, conservando uma identidade ou envolvimento. No segundo, o que interessa é incorporar algo que, sendo externo, há de se tornar nosso individual ou coletivamente. (MACEDO; PETTY; PASSOS, 2005, p.10).
A musicalização na educação infantil necessita pautar-se no estudo intenso da personalidade da criança. O entendimento dos interesses, comportamento, prioridades e necessidades da criança conduzirá o professor, desse modo ele trará conhecimentos fundamentais para aplicar corretamente não somente as metodologias de ensino, como também os materiais a serem utilizados (STATERI, 1935).
Segundo o autor, é importante, no decorrer do desenvolvimento das estratégias pedagógicas na educação infantil, proporcionar um trabalho onde impulsione um estímulo ao aluno, a partir desta ação, o interesse pela música será preservado, ao mesmo tempo em que é provocado. Antes de delinear qualquer estratégia, é crucial conhecer cada aluno, pois todo ser humano possui uma cultura, dessa maneira, modalizando o trabalho, o educador estará contribuindo para a formação de cada criança.
Entender e respeitar a criação musical infantil, entretanto, acarreta repensar a concepção de música, entendendo-a em sua conjuntura de complexo aberto e dinâmico. Quando nos referimos à relação da criança com sons e músicas, concebemos vertentes que dizem respeito às práticas de produção (priorizando a criação) e, em particular, ao conceito de música que ela tem, isto é, o que ela considera a esse respeito, como trabalha com as ideias envolvidas e, principalmente, que noções ela atribui ao fazer musical.

## Presença da tecnologia no ensino de música
"Tecnologia" (do grego τεχνη — "técnica, arte, ofício" e λογια — "estudo") é um termo que envolve o conhecimento técnico e científico e as ferramentas, processos e materiais criados e/ou utilizados a partir de tal conhecimento. A utilização da tecnologia no ensino e aprendizagem de música acompanha o processo de desenvolvimento do homem, não só através da produção de ferramentas e recursos como também através da construção de novas formas de interação e participação nas práticas musicais. 
Através da tecnologia, é possível aprender música de diversas maneiras, mediadas por um professor ou tutor, em comunidades ou grupos formados por pessoas que compartilham as mesmas preferências musicais e também a partir de um percurso próprio, amparado por materiais dos mais diversos disponíveis online , como por exemplo nos cursos gratuitos e pagos , que disponibilizam conteúdos que abrangem variadas realidades dos alunos.
O desenvolvimento de tecnologias computacionais aplicadas à música tem colaborado no fazer musical de forma decisiva, ampliando as possibilidades de se fazer, divulgar, apreciar, ensinar e aprender música. Estes recursos vêm sendo gradativamente incorporados à educação musical, possibilitando mudanças nas práticas pedagógicas e musicais, dialogando com ideias sobre inovação metodológica e questionamentos sobre o acesso aos diferentes recursos midiáticos.
Plataformas de edição de áudio online, como o Soundtrap, podem ser um grande estímulo à criatividade através de estratégias pedagógicas com foco na criação de arranjos individuais e coletivos, favorecendo a colaboração e compartilhamento, característicos da cultura digital participativa   . Essa proposta abre um leque para diversas possibilidades de criação musical, em vários contextos educativos, como composições colaborativas com crianças, usando, por exemplo, a plataforma MusicLab, além de arranjos e performances coletivas usando filtros como no Instagram ou Tiktok.
Essas plataformas de edição de áudio são importantes ferramentas para compor e arranjar canções e podem ser incorporadas a performances ao vivo. No ensino da música, esses softwares de natureza multidisciplinar podem servir como base para demonstrar conceitos de acústica e matemática. Auxiliam também na compreensão dos mecanismos que regem a produção musical das últimas décadas. Por serem programas utilizados no computador, ou smartphones, servem também como possibilidades para o ensino remoto . 
Plataformas online, como o YouTube, possibilitaram, a quem desejar, a divulgação de diferentes formas de expressão musical. Torna-se dinâmico e atrativo incentivar alunos a aprenderem músicas que eles gostam através dos tutoriais disponíveis. A partir de tanta variedade de repertório, é notória a diferença da motivação do aluno entre aprender uma música apresentada a ele e uma que ele mesmo escolheu.
No ensino de instrumentos musicais e do canto é possível utilizarmos diversos tipos de plataformas digitais tais como: Google Meet, Zoom, Kahoot, entre outros para a realização de aulas online e para atividades de fixação da aprendizagem. Apesar das limitações sonoras que tais plataformas apresentam — além dos limites do próprio mundo virtual, como o delay — o ensino aprendizagem de alunos de música acontece de maneira efetiva, trazendo boa evolução técnica por parte deles. 
Programas de edição de partituras, como o Musescore, Sibelius entre outros, podem auxiliar o aluno a escrever e organizar suas ideias musicais, bem como permitir que a escrita musical seja ouvida, de forma cada vez mais parecida com a sonoridade dos instrumentos.
As mídias sociais (como Facebook, Instagram, Twitter, TikTok, etc.) se tornaram os principais canais de acesso, interação e consumo de conteúdos de grande parte da população. Nela, é possível que pessoas de diferentes lugares do mundo compartilhem música e conhecimentos musicais de seu interesse através de comunidades online. A participação nestes grupos permite que pessoas de diferentes níveis de conhecimento ensinem e aprendam mutuamente. Na formação de professores de música, a tecnologia possibilita, além de cursos de educação à distância, a interação entre professores de música através de comunidades digitais, para a troca de  ideias, compartilhamento de recursos e reflexão colaborativa sobre os processos de aprender música nos mais diferentes contextos. 

## As possibilidades da música no contexto digital
A inserção da música nas plataformas digitais foi um processo contínuo cuja origem pode ser traçada com o advento do CD-ROM. Diferente do seu antecessor, o disco de vinil, o processo de gravação de um disco compacto não é mais analógico, mas sim digital. Isso implicou numa plataformização da música, sobretudo no que tange às formas em que ela é registrada, editada, distribuída, consumida, etc. As músicas nesse novo formato digital se aliaram com a rápida expansão da internet que ocorreu, massivamente, entre a última década de 1990 até a primeira década do século XXI. O compartilhamento de conteúdo musical, sobretudo através da pirataria, cresce exponencialmente a partir da criação e disseminação dos primeiros softwares de compartilhamentos de arquivos P2P (Peer to Peer) como o Napster, SoulSeek, eMULE, entre outros. 
Mais recentemente, sobretudo em meados da segunda metade deste século, surgem as plataformas de streaming como o Spotify, YouTube, Deezer, Amazon Music, Apple Music, com elas, a reprodução e distribuição indevida de conteúdo musical com direitos reservados é quase que extinto, visto que quase todas as gravadoras aderiram a esta forma de distribuição dos produtos dos seus artistas. Não obstante, a adoção de uma plataforma 100% digital que dispensa o uso dos discos compactos, fez com que a venda destes produtos caísse significativamente. 
Paralelamente a isso, os meios e, mais especificamente, os dispositivos de escuta dessa música em formato digital também foram se desenvolvendo ao longo do tempo. O iPod poderia ser considerado o primeiro, e mais emblemático dispositivo de escuta musical de forma portátil e digital, é um produto da Apple cuja primeira versão foi comercializada em 2001. A partir dele foi possível armazenar um grande número de músicas que poderiam ser tocadas em qualquer lugar, bastando via fones de ouvidos ou alto-falantes com entradas compatíveis. Em décadas posteriores, com o advento dos smartphones e com o desenvolvimento e refinamento das tecnologias de transmissão wireless, como o Bluetooth, o ato de reproduzir (e de ouvir) música tornou-se algo rápido, fácil, e mais acessível.
Nesse sentido, a escuta musical contemporânea mediada pelas novas tecnologias, sobretudo com o advento das plataformas de streaming de áudio e vídeo, se torna algo ubíquo a todos que têm acesso à internet a partir do uso de dispositivos eletrônicos portáteis, tendo o smartphone (e a tecnologia wi-fi e celular como carro-chefe). Os fones de ouvido, principalmente aqueles com tecnologia bluetooth, trouxeram vantagens de portabilidade e praticidade para o ato de escuta: a qualquer momento pode se ouvir música, desde que seja oportuno e desejável ao ouvinte. Os locais de escuta, por consequência, também se tornam diversos e são definidos mais individualmente do que por um evento coletivo. Ouvir música não mais prescinde da criação de concertos de música fixados em sítios específicos para que um grupo que produz música (que produz a sua música, mais especificamente) se apresentar para um grupo de ouvintes com preferências musicais mais ou menos homogêneas. Agora, o indivíduo utiliza do seu próprio critério de escolha de local, inclusive podendo ouvir em trânsito, enquanto se locomove. Seu repertório é consequência dos seus gostos e o acesso aos mais variados artistas e músicas é quase que ilimitado. Não obstante, o ato de escuta ainda poderia ser compartilhado, caso o ouvinte deseje emitir sua música pelos alto-falantes do celular ou alto-falantes externos (novamente as vantagens da tecnologia bluetooth para difusão sonora sem fios). Porém, é muito mais comum vermos uma escuta individual mediada pelos fones de ouvido.
Outro aspecto trazido pela cultura digital contemporânea seria uma espécie de meta-escuta: o ouvinte tanto pode fruir do seu repertório favorito individualmente, nos termos já discutidos acima, como agora ele também pode fruir coletivamente. Os aplicativos de streaming permitem a possibilidade de criar playlists, repertórios musicais escolhidos pelo usuário e cujo acesso estaria disponível àqueles que recebem a URL de tal playlist ou que também a encontrem exposta no perfil do usuário (caso ele opte por tornar tal playlist pública). Também é possível criar 'sessões em grupo', que são quando um ouvinte proponente cria um link no qual determinada playlist é escolhida e assim pode ser ouvida simultaneamente por todos que têm acesso, desde que estejam utilizando o mesmo aplicativo de streaming. O proponente, no caso o host da sessão, é capaz de tocar, pausar, pular trechos da música e até pular músicas que estão incluídas na playlist bem como em administrar os participantes da sessão (incluir outros via compartilhamento do link, expulsar participantes, etc.)
Outra vertente de meta-escuta, porém de caráter mais passivo, seriam os vídeos com caráter de reaction/review (vídeos de reação e de avaliação). Estes estão, de forma predominante, na mídia do YouTube e basicamente acontecem da seguinte forma: criadores de conteúdo produzem vídeos nos quais eles são vistos ouvindo  uma determinada música, podendo ser inédita a eles, inclusive. Os usuários que assistem, por sua vez, se identificam e se contagiam com as reações e avaliações dos criadores. Analiticamente, nesse contexto se percebe a exploração excessiva do sentimento de nostalgia: o de enxergar o outro (termo aqui pensado no sentido geral) tendo a experiência que ele, o ouvinte original, teve em um momento da sua vida. Assim, o efeito aparente da fruição deste tipo de conteúdo seria uma espécie de revivência da primeira escuta de uma música e todas as emoções provenientes dela: de estranhamento, de descobrimento, de se surpreender, de se frustrar, etc.
Outros tipos de meta-escuta são de caráter mais pedagógico, como as análises musicais ou breakdowns. Estes tipos, de modo geral, compõem-se de vídeos ou podcasts onde os criadores escutam com pausas (geralmente longas) determinada música, tais espaços intercalados servem para eles comentarem e demonstrarem/apontarem os mais variados aspectos analítico-musicais. Alguns deles inclusive utilizam recursos de transcrição partitural de trechos da música em questão ou de intertextualidade musical, i. e., trazendo outros exemplos musicais que se relacionam com a música analisada. Tais conteúdos podem focar na estrutura musical geral, isto é, na sua composição, instrumentação, análise harmônica e lírica, etc.; ou podem focar na performance específica de certo tipo de instrumento que está presente na música.

## Produção e divulgação da música no contexto digital
A produção de música, na cultura digital, assume um papel inovador em relação às práticas de gravação como conhecemos. Em relação às gravações (falando num contexto de um grupo artístico pequeno — uma banda pop), pouco tempo atrás as músicas eram criadas e gravadas em estúdio, juntamente, com técnicas de gravação improvisadas e inusitadas — como no caso de algumas gravações de estúdios ingleses, em que uma obra era gravada em fita, várias vezes, sempre sobrepondo os takes anteriores, arranjando, realizando dobras de faixa, com amplificadores; além da edição, mixagem e masterização através de aparelhos analógicos como os equalizadores, compressores, etc. 
Uma banda que ficou conhecida por gravar assim, foi a Banda Queen, em diversas músicas de arranjos mais complexos e volumosos, como a música Bohemian Rhapsody. Ao mesmo passo, grandes produtoras também se tornaram maiores e mais complexas — como as produções de músicas para filmes, séries, novelas, etc. Os estúdios se modernizaram, tanto tecnologicamente quanto ampliaram suas capacidades de criação, captação, edição e refinamento dos produtos finais — produzindo não somente a música, como também a sonoplastia dos filmes e vídeos das produções artísticas).
Conhecidas por sua sigla em inglês, as DAWs — Digital Audio Workstations — possibilitam recortar, juntar, corrigir e manipular livremente qualquer som gravado. É possível também simular instrumentos virtualmente, sintetizar sons a partir de ondas básicas e aplicar efeitos dos mais variados. Durante bastante tempo tais capacidades eram reservadas apenas aos estúdios, sendo excludente e caras para o musicista comum. Com os avanços tecnológicos, entretanto, viu-se surgir a onda de home studios e a relativa democratização da produção musical. Hoje as DAWs são acessíveis a qualquer indivíduo que tenha um computador ou smartphone, com diversas opções, tais como Reaper, Ableton Live, Pro Tools, BandLab e SoundTrap. . Além de servirem como um estúdio pessoal de mixagem e masterização
Outro aspecto sobre os recursos é o desenvolvimento colaborativo de softwares por meio de projetos de desenvolvimento de código aberto e de plataformas e sistemas computacionais livres despontam como importante movimento de democratização do acesso à cultura digital. A utilização de softwares de código aberto e de licenças livres nas redes públicas de ensino constituem uma realidade desde o início da primeira década deste século XXI e representam uma nova forma de desenvolvimento tecnológico colaborativo, aberto e participativo, com claras implicações para a educação em geral e, mais especificamente, para a educação musical.
Atualmente, a produção musical se expande para além dos ambientes profissionais, como os grandes e emblemáticos estúdios. O desenvolvimento de softwares para gravação musical e o uso de computadores permitiu que o trabalho de produção/gravação musical chegasse até o ambiente domiciliar (como é o caso dos Home Studios) ou ainda, mais recentemente, na palma das mãos a partir de aplicativos nos smartphones. Além disso, a tecnologia em nuvem e os vários aplicativos de conferências remotas estão dispensando diversos músicos de estarem fisicamente em um estúdio para darem a sua contribuição em determinada gravação.
Dessa forma se faz possível compor; orquestrar; arranjar; adaptar; transpor; recortar gravações mais antigas; sobrepor; mixar; masterizar, etc. tudo isto independentemente, individual, ou em grupo, com o auxílio de aplicativos e plataformas online que possuem recursos e ferramentas mais intuitivas de fácil acesso e aplicação. Até mesmo, sem conhecimento prévio sobre o assunto, é possível começar do zero na produção musical apenas fazendo uma pequena busca no Google sobre tutoriais e aulas de técnicas de produção e gravação. Canais no YouTube, Vimeo, plataformas digitais, blogs de influencers e sites produzem conteúdo sobre assuntos relacionados à produção musical, desde o planejamento até a finalização e divulgação do material elaborado.
Nesse contexto, surgem diversas práticas características da cultura digital participativa e o acesso, a quase tudo na internet, fomenta a criatividade e produção artística. Não só as gravações, como também os remixes; multipistas: mashups; novos arranjos; reapropriações; produção baseada em samples; e também, tutoriais, são alguns exemplos dessas práticas musicais decorrentes da era digital. 
Uma das práticas que mais chamou a atenção, devido à pandemia do covid-19, foram os collabs nas mídias sociais (parcerias de produção musical), entre artistas independentes ou não, que surgiram em decorrência do isolamento social. Uma vez que não era possível fazer música em conjunto, os olhares se voltaram para as gravações que eram realizadas em separado (cada músico em seu espaço particular) e colocadas juntas — ou editadas, a partir de softwares de edição. Essa prática ficou muito conhecida — a partir de postagens de músicos profissionais e amadores; grandes e pequenos artistas; influencers; produtores de conteúdo digital, etc. — nas mídias sociais como, p. ex., o Tik Tok, Instagram, Facebook; e em plataformas de conteúdo, como o YouTube. 
Essa corrente de produção de vídeos e gravações em “multitela”, relembra um movimento de um premiado documentário chamado “Playing For Change: Peace Through Music”. Onde houve gravações de várias músicas consagradas, em que os músicos gravaram suas partes (vozes) de cada parte do mundo; dentre elas, uma das músicas mais conhecidas, está “Stand By Me”, de Ben E. King, produzida pela série “Songs Around The World”. Seguindo essa linha, até mesmo produções envolvendo uma única pessoa viraram moda nas mídias sociais, além de ser uma ferramenta de manutenção das práticas comuns às grandes orquestras — o que funcionou como um recurso para mantê-las em atividade no período pandêmico.
Além das próprias publicações em mídias sociais, por perfis individuais ou páginas conjuntas, a divulgação das produções artísticas tem se modificado com o surgimento da cultura digital. Através dos algoritmos, empresas e grupos que detêm o controle dos mecanismos de propaganda, acabam por atrair qualquer pessoa que queira divulgar um produto. Uma forma de divulgação, acontece em plataformas específicas para isso (Face ads, Google ads), onde é possível (através dos algoritmos também) conectar um público, específico e de determinada região, ao produto ou publicação que é impulsionado através de um suporte financeiro (como um patrocínio). Contudo, o maior volume, se falando em divulgação de produção musical, acontece nos próprios perfis dos produtores nas suas mídias sociais.